# Kanton Corlay
Corlay is een voormalig kanton van het Franse departement Côtes-d'Armor.
Het kanton maakte deel uit van het arrondissement Loudéac tot dat op 10 september 1926 werd opgeheven en het werd ingedeeld bij het arrondissement Saint-Brieuc. Het kanton werd opgeheven bij decreet van 13 februari 2014 met uitwerking op 22 maart 2015. Alle gemeenten werden toegevoegd aan het kanton Mûr-de-Bretagne, thans kanton Guerlédan genaamd.

## Gemeenten
Het kanton Corlay omvatte de volgende gemeenten:
- Corlay (hoofdplaats)
- Le Haut-Corlay
- Plussulien
- Saint-Martin-des-Prés
- Saint-Mayeux